# Quadrifoglio

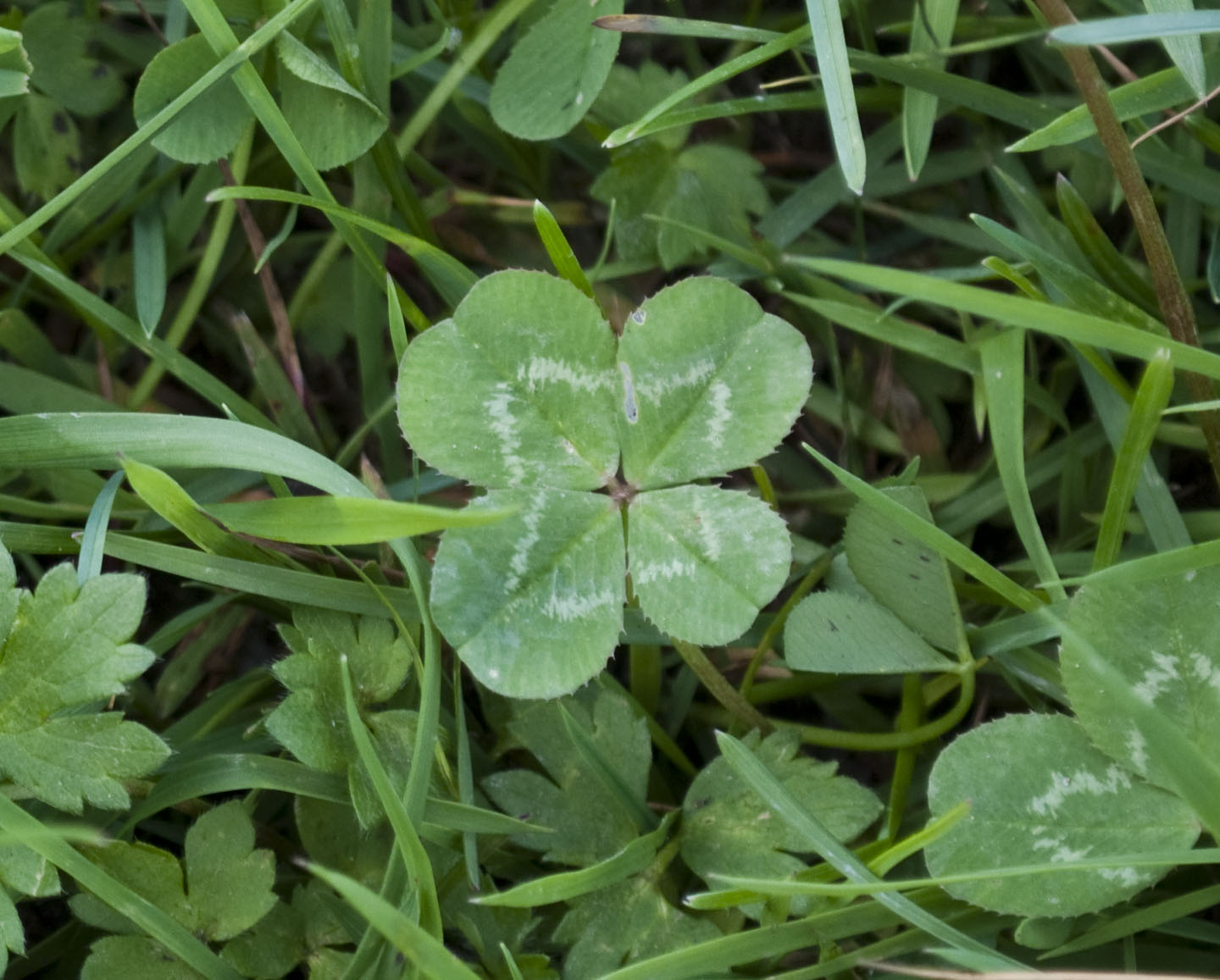
Un quadrifoglio in un prato

Il quadrifoglio è un'anomalia, relativamente rara, del trifoglio bianco.
Essa si manifesta con la presenza di quattro foglioline invece che di tre.
La foglia supplementare è, generalmente, più piccola rispetto alle altre tre.

## Caratteristiche
L'incidenza stimata di quadrifogli sul totale dei trifogli bianchi è di circa uno per 10 000. Tuttavia, un'indagine effettuata su oltre 5 milioni di trifogli ha rilevato che la frequenza reale è più vicina a 5 000 ad 1, ovvero il doppio della probabilità indicata precedentemente.
In casi ancor più eccezionali è possibile trovare anomalie del trifoglio con più di quattro foglioline; il Guinness dei primati ne registra uno con 63, rinvenuto in Giappone nel 2023.
Il quadrifoglio non va confuso con l'Oxalis tetraphylla, morfologicamente dotata di 4 foglioline.
Il quadrifoglio si distingue da quest'ultima perché le sue foglioline sono, rispetto alle Ossalidi, più arrotondate e allungate laddove le Ossalidi presentano foglioline a forma di cuore; l'equivoco si ingenera perché nell'immaginario collettivo quest'ultima è la forma erroneamente associata al quadrifoglio propriamente detta; a perpetuare l'equivoco sta il fatto che le Ossalidi spesso sono vendute con il nome comune di quadrifogli, in quanto esso è il nome comune di entrambe le specie.
La Marsilea quadrifolia, altresì, è una felce il cui nome comune è Quadrifoglio acquatico.
L'equivoco sussiste in italiano laddove in inglese e in francese il quadrifoglio è chiamato rispettivamente four-leaf clover e trèfle à quatre feuilles, ossia in entrambi i casi trifoglio a quattro foglie.

## Simbologia
La rarità del quadrifoglio ha fatto nascere in varie culture diversi miti, il più comune dei quali è che trovarne uno sia simbolo di buona sorte; parimenti si ritiene che porne uno sotto il cuscino propizi bei sogni.
Sempre secondo altre credenze popolari, ogni foglia rappresenterebbe qualcosa: la prima sarebbe per la speranza, la seconda per la fede, la terza per l'amore e la quarta per la fortuna. Per i Druidi il quadrifoglio era potente contro gli spiriti malvagi. Il più antico riferimento letterario al quadrifoglio sembra risalire al 1620, con la prima attestazione di quest'ultimo come portafortuna.